# Павлович, Драган
Драгослав (Драган) «Шиля» Павлович (серб. Драган "Шиља" Павловић; 1908, Белград — 21 января 1942, Пьеновац) — югославский партизан Народно-освободительной войны, Народный герой Югославии.

## Биография
Родился в 1908 году в Белграде в богатой семье торговца. Окончив школу, поступил в Белградский университет на технический факультет. В университете познакомился с идеями марксизма и вступил в коммунистическое движение. Являлся одним из немногих богатых и хорошо знающих теорию марксизма студентов, к которому могли обращаться за помощью члены компартии.
Окончив ВУЗ, в 1936 году Драган вступил в Союз коммунистов Югославии и начал заниматься партийной работой, решая многоплановые задачи партии. Его деятельностью заинтересовалась полиция, и вскоре Павловича арестовали. Суд приговорил его за незаконную деятельность к двум годам тюрьмы. Отбывал Драган наказание в тюрьме Марибора, однако и там постоянно организовывал забастовки и восстания. Отбыв наказание, Драган вернулся в Белград, заняв должность секретаря Покраинского райкома КПЮ в Сербии, а затем стал секретарём ЦК «Красная помощь», который оказывал помощь членам партии, если им угрожали. Под его руководством «Красная помощь» стала массовой организацией, покровительствовавшей всем коммунистам Югославии.
В июне 1941 года, когда Германия уже захватила Югославию и начала войну в СССР, Драган как инструктор ЦК КПЮ срочно отправился в Македонию для установления контактов с местными коммунистами. За довольно короткий срок он успел собрать самую ценную информацию о ситуации в стране и передать её компартии Македонии. На обратном пути он с большим трудом избежал немецких шпионов и вступил в 1-й шумадийский партизанский отряд. 21 декабря 1941 была сформирована 1-я пролетарская ударная бригада, в которой Драган был назначен политруком 5-го шумадийского батальона (туда ранее входили партизаны 1-го шумадийского отряда).
Трагически погиб спустя месяц, 21 января 1942, близ Пьеноваца. Его отряд попал в немецкую засаду. В том же бою погибли Милан Илич и Славиша Вайнер. Посмертно ему было присвоено звание Народного героя Югославии указом Президиума Народной скупщины ФНРЮ от 21 декабря 1951.